# Ecoturismo

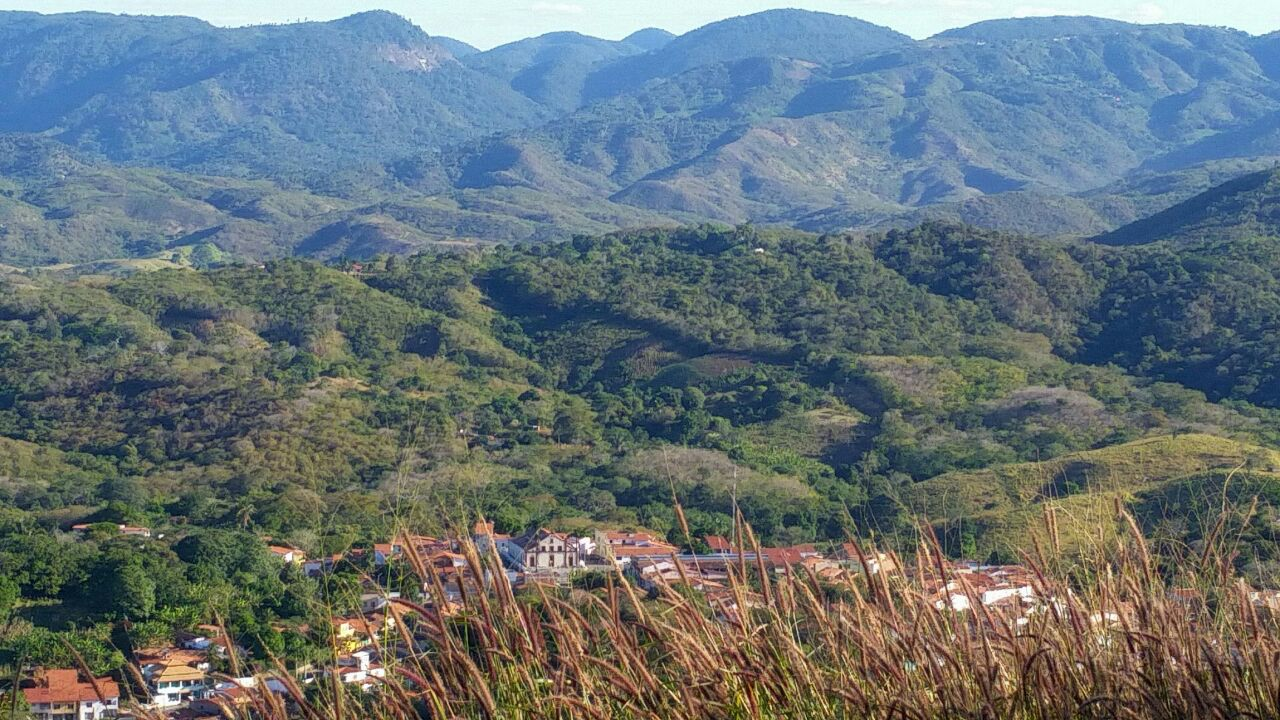
Palmácia, Ceará, município com clima serrano, destaca-se como um dos municípios com maior potencial para o ecoturismo no Brasil.

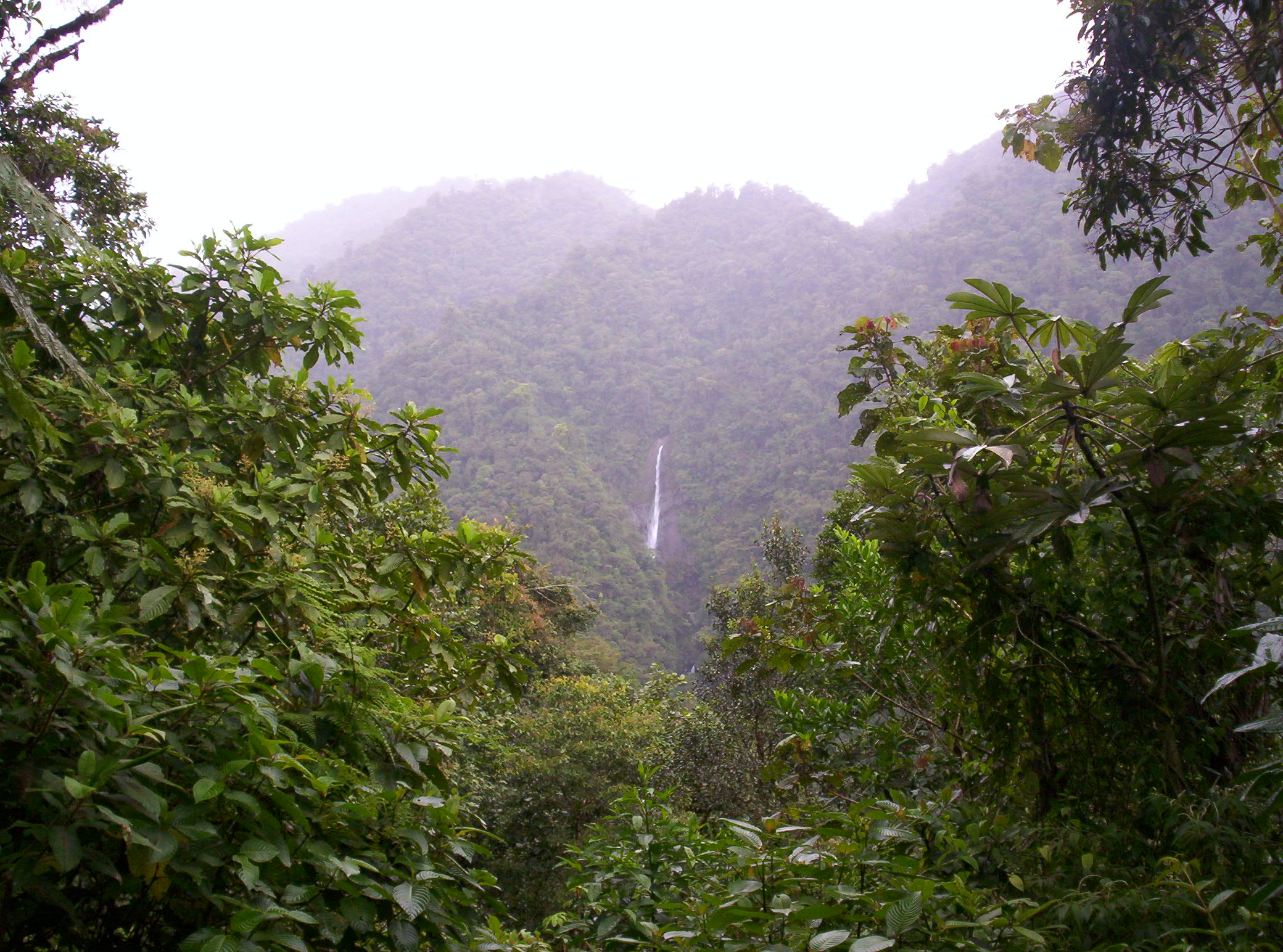
Parque Nacional Tapantí em Costa Rica.

O ecoturismo ou turismo de natureza, segundo a EMBRATUR, é um segmento de atividade turística que utiliza, de forma sustentável, o patrimônio natural e cultural, incentiva sua conservação e busca a formação de uma consciência ambientalista através da interpretação do ambiente, promovendo o bem-estar das populações envolvidas. No entanto, a definição de ecoturismo é difícil de aplicar e de controlar, gerando muitas discussões entre especialistas.
O ecoturismo é um segmento turístico que proporcionalmente mais cresce no mundo, enquanto o turismo convencional cresce 7,5% ao ano, o ecoturismo está crescendo entre 15 a 25% por ano. A Organização Mundial de Turismo (O.M.T) estima que 10% dos turistas em todo o mundo tenham como demanda o turismo ecológico. O faturamento anual do ecoturismo, a nível mundial, é estimado em US$ 260 bilhões, do qual o Brasil se apropriaria com cerca de US$ 70 milhões.
Embora o trânsito de pessoas e veículos possa ser agressivo ao estado natural desses ecossistemas, os defensores de sua prática argumentam que, complementarmente, o ecoturismo contribui para a preservação dos mesmos, é um dos principais meios de educação ambiental e permite a integração e desenvolvimento econômico das comunidades locais em áreas de preservação ambiental.
O termo já era usado no século de 700 a.C e 800 a.C para designar rotas com belas paisagens ecológicas na África.
Ecoturismo é também um segmento turístico em que a principal motivação do turista é, a observação e apreciação da natureza, contribuindo para sua preservação.

## Características

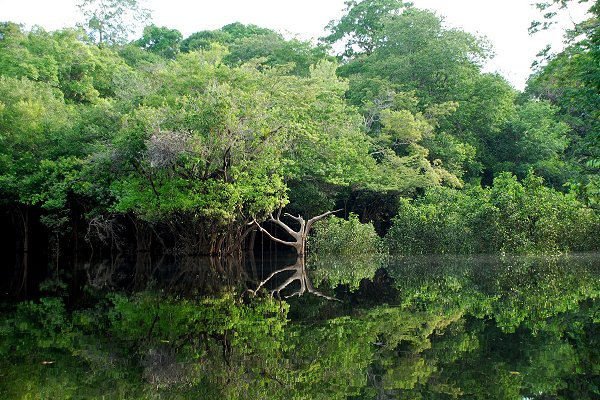
O Amazonas é um dos destinos mais populares em todo o mundo.

Para que uma atividade possa ser considerada como de Ecoturismo, ela deve garantir: 1) Conservação dos recursos naturais e culturais; 2) Gerar benefícios para as comunidades receptoras; e 3) garantir a Educação Ambiental.
O ecoturismo é percebido pelos seus adeptos ou tende a ser promovido como:
- uma forma de praticar turismo em pequena escala;
- uma prática mais ativa e intensa do que outras formas de turismo;
- uma modalidade de turismo na qual a oferta de uma infraestrutura de apoio sofisticada é um dado menos relevante;
- uma prática de pessoas esclarecidas e bem-educadas, conscientes de questões relacionadas à ecologia e ao desenvolvimento sustentável, em busca do aprofundamento de conhecimentos e vivências sobre os temas de meio-ambiente;
- uma prática menos espoliativa e agressiva da cultura e meio-ambiente locais do que formas tradicionais de turismo.

## Como deve ser feito

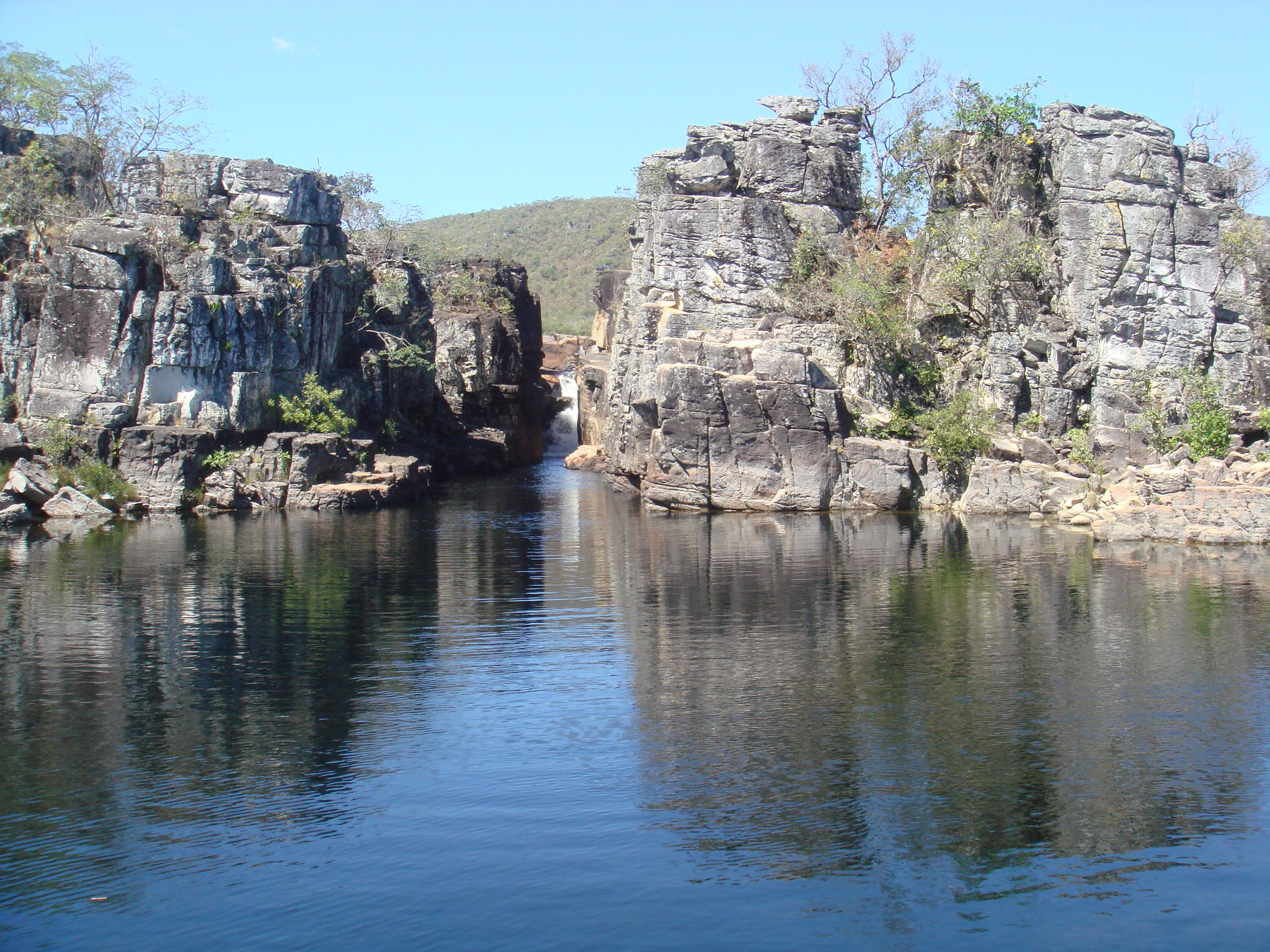
Pequeno Canyon em São Jorge, Goiânia, é um exemplo da beleza do cerrado brasileiro.

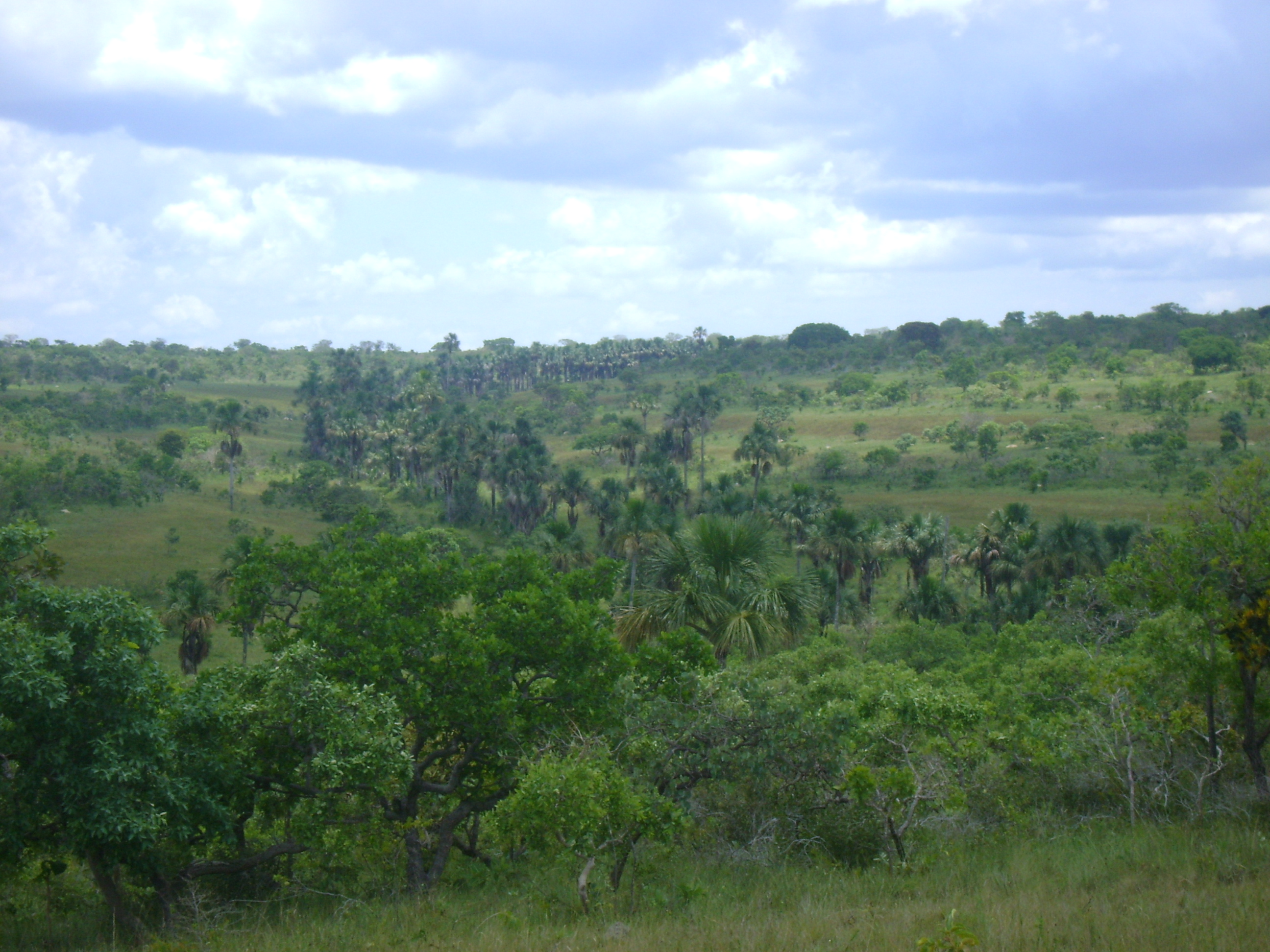
Veredão, em Minas Gerais, Brasil.

O Ecoturismo define-o como um estado ideal de um turismo que:
- Minimiza seu próprio impacto ambiental;
- Patrocina a conservação ambiental;
- Patrocina projetos que promovam igualdade e redução da pobreza em comunidades locais;
- Aumente o conhecimento cultural e ambiental e o entendimento intercultural;
- E que seja financeiramente viável e aberto a todos.

Já a o Global Ecotourism Network define ecoturismo como a viagem responsável para áreas naturais que conservam o ambiente e melhorem o bem-estar da população local. Isto significa que quem opera e participa de atividades ecoturisticas deve seguir os seguintes sete princípios:
- Minimizar impactos;
- Desenvolver consciência e respeito ambiental e cultural;
- Fornecer experiências positivas para ambos visitantes e anfitriões;
- Fornecer benefícios financeiros diretos para a conservação;
- Fornecer benefícios financeiros e poder legal de decisão para o povo local;
- Elevar a sensibilidade pelo contexto político, ambiental e social dos países anfitriões.

## Apoiar os direitos humanos internacionais e acordos trabalhistas.
A atividade, como presentemente configurada em muitas partes do mundo, é confundida com o turismo de aventura e, de fato, há quem inclua esta última, assim como outras nomenclaturas dadas ao turismo (por exemplo: turismo rural, turismo responsável, turismo ecológico, turismo alternativo, turismo verde, turismo cultural) como partes ou derivações de uma generalização chamada ecoturismo.

## Princípios do ecoturismo
Da natureza nada se tira a não ser fotos.
Nada se deixa a não ser pegadas.
Nada se leva a não ser recordações.

## Os impactos do ecoturismo
Apesar das boas intenções que cercam a prática do ecoturismo, já são conhecidos alguns impactos negativos deste segmento econômico. Uma série de artigos científicos diagnosticou em peixes expostos ao ecoturismo (na forma de mergulho recreacional) uma cascata de reações negativas. Primeiramente os animais sofrem alterações hormonais e metabólicas em nível fisiológico. Em seguida, essas reações fisiológicas se expressam em seu comportamento, modificando sua alimentação, escolha de hábitat, período de atividade, socialidade e comportamento reprodutivo. Decorrem disso mudanças ecológicas, como alterações na população de diferentes espécies que alterarão a comunidade de espécies existentes no ponto turístico. Por fim, dado tempo o suficiente, estas alterações todas podem resultar em mudanças evolutivas para as espécies alvejadas pelo turismo.
É fundamental, no entanto, esclarecer que isto não significa que o ecoturismo não deva ser almejado ou que seja uma atividade de baixo interesse ambiental. Ele pode fomentar a conservação ambiental, desde que os riscos que eventualmente apresenta sejam conhecidos, mensurados e diminuídos. Aplicar boas práticas de turismo de natureza pode até tornar essa atividade inócua ao ambiente. Ao invés de abandonar a prática, é necessário definir áreas específicas para sua realização, regular quantidade de visitantes e suas atividades e potencializar seus benefícios.

## Ecoturismo no Brasil

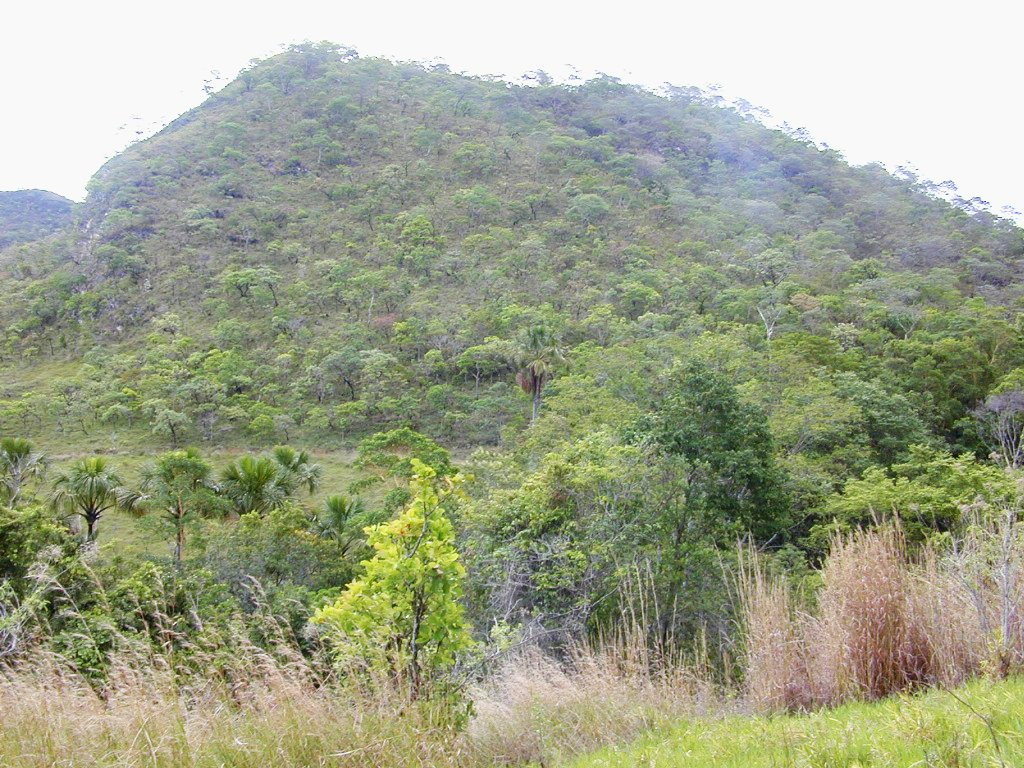
Santuário ecológico em Pirenópolis, Goiás, Brasil.

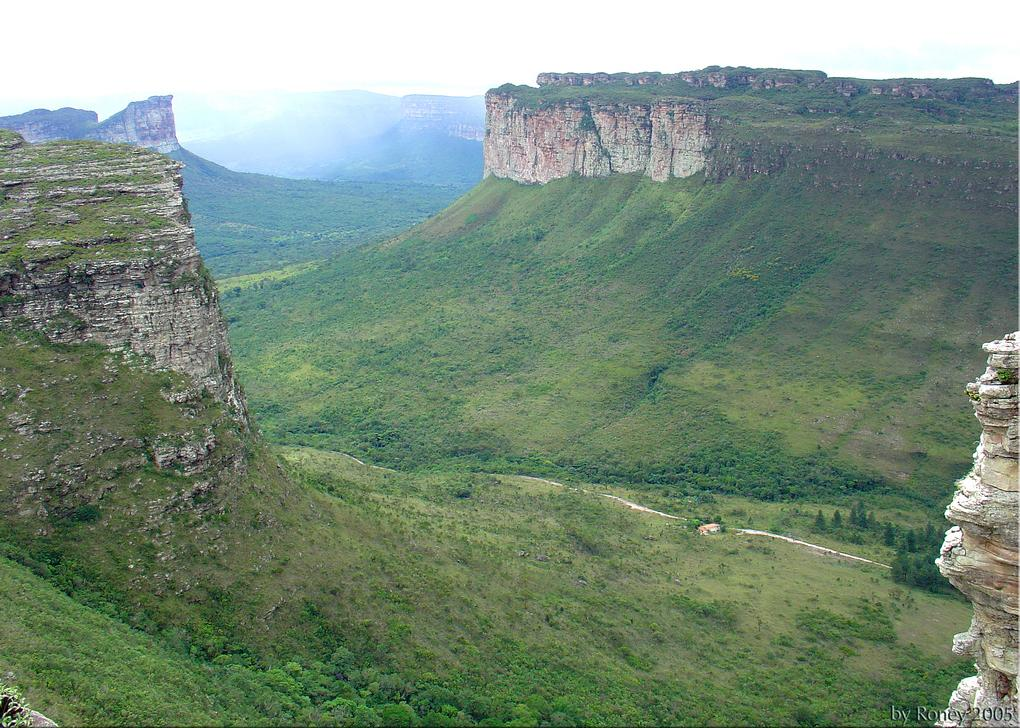
Chapada Diamantina na Bahia, Brasil.

De acordo com Instituto Brasileiro de Geografia e Estatística - IBGE (2008), apesar de toda a vocação do setor turístico brasileiro ele não tem ampliado de forma significativa seu peso na riqueza produzida pelo país. Desde 2003, a participação do turismo no PIB tem oscilado pouco, representando cerca de 3,6% do produto interno bruto nacional (PIB). Na classificação do Índice de Competitividade em Viagens e Turismo de 2009, que mensura os fatores preponderantes à consolidação de negócios no setor turístico de cada país, o Brasil ficou em 45º lugar mundial, sendo o segundo colocado entre países da América Latina e o quinto no continente americano. O mesmo relatório classificou o Brasil em quarto lugar mundial no quesito potencial turístico na área de recursos humanos, nos aspectos culturais e naturais, sendo que, quando considerado somente seus recursos naturais, o Brasil posiciona-se no segundo lugar do ranking mundial.
Atualmente, existem dois programas com o objetivo de promover o desenvolvimento do ecoturismo, o Programa Nacional de Ecoturismo da Secretaria de Desenvolvimento Sustentável (S.D.S/M.M.A) e o Programa de Visitação nos Parques Nacionais da Secretaria de Biodiversidade e Florestas (S.B.F/ M.M.A, 2006). Ambos têm por objetivo de fomentar a participação das comunidades tradicionais em atividades de desenvolvimento ecoturístico brasileiro.
Em 2008 foi criada a Revista Brasileira de Ecoturismo para suprir a necessidade de divulgação de pesquisas nessa área, tornando-se referência científica em ecoturismo no país. Ela tem periodicidade quadrimestral e é editada pela Sociedade Brasileira de Ecoturismo, a mais importante entidade científica da área no Brasil. O Congresso Nacional de Ecoturismo, com periodicidade bienal, é o maior evento do segmento no Brasil, e também é organizado pela Sociedade Brasileira de Ecoturismo.
Os mais destacados pesquisadores brasileiros das temáticas do Ecoturismo são: Adyr Balastreri Rodrigues, Davis Gruber Sansolo, Marta de Azevedo Irving, Paulo dos Santos Pires, Sidnei Raimundo, Suzana Machado Padua, e Zysman Neiman, dentre outros
Até 2003, o mercado brasileiro possuía cerca de 250 operadoras especializadas em ecoturismo, sendo que 70 delas localizadas na cidade de São Paulo no ano 2000. Neste ano, estima-se que o ecoturismo tenha sido praticado por meio milhão de pessoas no Brasil, gerando emprego para trinta mil trabalhadores, por intermédio de cinco mil empresas e instituições privadas. Dentre as 32 operadoras americanas, canadenses, francesas, italianas e sul-americanas que operavam para a América do Sul, na data da pesquisa, apenas 10 (31,25%) ofereçam o destino Brasil. Nesses pacotes, apenas três produtos eram comercializados: Amazônia e Pantanal (em 80% dos casos) e Foz do Iguaçu (com 40% das ocorrências).

## Atividades consideradas ecoturismo

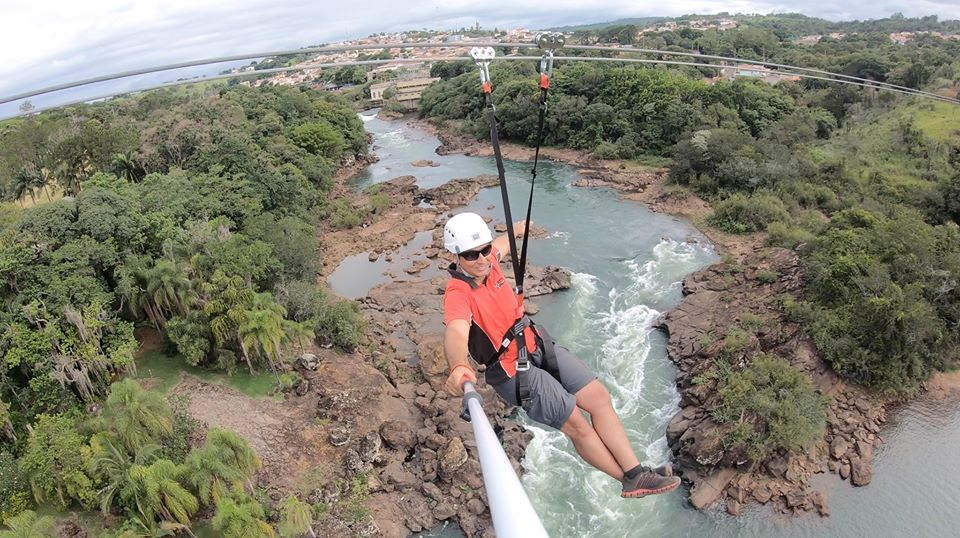
Para a pratica da atividade de tirolesa os usuários usam equipamentos específicos como: mosquetão, cadeirinha, polia, fitas de segurança, capacete, para garantir a segurança dos praticantes.

Esta é uma lista de atividades por vezes consideradas dentro do ecoturismo, lembrando que devem seguir os pressupostos enunciados acima, caso contrário não podem se enquadrar nesta definição. Têm em comum o fato de serem praticadas em meio ao ambiente natural; no entanto, algumas têm suficiente impacto ambiental para não serem consideradas boas práticas pelos ecologistas, como quando o canyoning é praticado em trechos de rio usados para nidificação de aves de rapina.

### Tirolesa
A chamada tirolesa é a prática da travessia de montanhas, vales, lagos ou canyons, por meio de cordas, utilizando uma roldana e equipamentos apropriados. Essa modalidade de esporte radical é muito difundida no mundo inteiro, principalmente na Nova Zelândia. Seu nome, origina-se da região do Tirol, onde foi desenvolvida.

### Cavalgada
Percorrer a cavalo percursos em meio à natureza. É uma atividade especialmente indicada para terrenos muito acidentados ou em terrenos onde o tráfego de veículos não seja possível ou permitido, especialmente se necessário transportar equipamentos para outras atividades.

### Passeios a pé em veredas e "levadas"

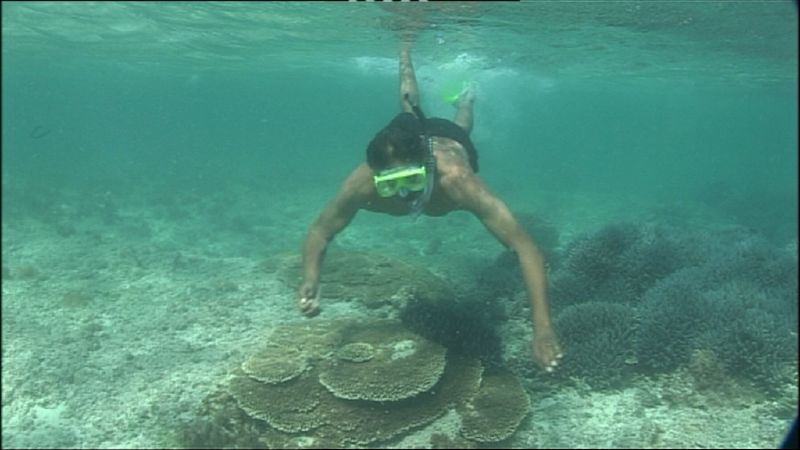
Para ser considerado ecoturismo não se deve quebrar corais durais durante um mergulho nem mergulhar no período de reprodução dos animais.

A ilha da Madeira, a meio ao oceano Atlântico, é um local muito procurado para passeios a pé ao longo de veredas e também em levadas.

### Snorkelinge flutuação
A flutuação é um passeio em que o turista flutua, equipado com roupas de neoprene, colete salva-vidas, máscara e snorkel, em um trecho de rio, geralmente com pouca velocidade de correnteza, e observando a fauna e flora aquática. Como é um passeio de ecoturismo, existem regras a serem seguidas, visando a conservação do ambiente aquático. Na região de Bonito e Jardim, no estado de Mato Grosso do Sul, existem passeios de flutuação em rios de água cristalina, com alta biodiversidade, belíssimos.

### Boia-cross
O boia-cross é a prática de descer corredeiras classe II (leves) em grandes boias redondas. A atividade inclui brincadeiras no rio e é acompanhada por canoístas profissionais que garantem a segurança dos participantes.

### Observação de aves

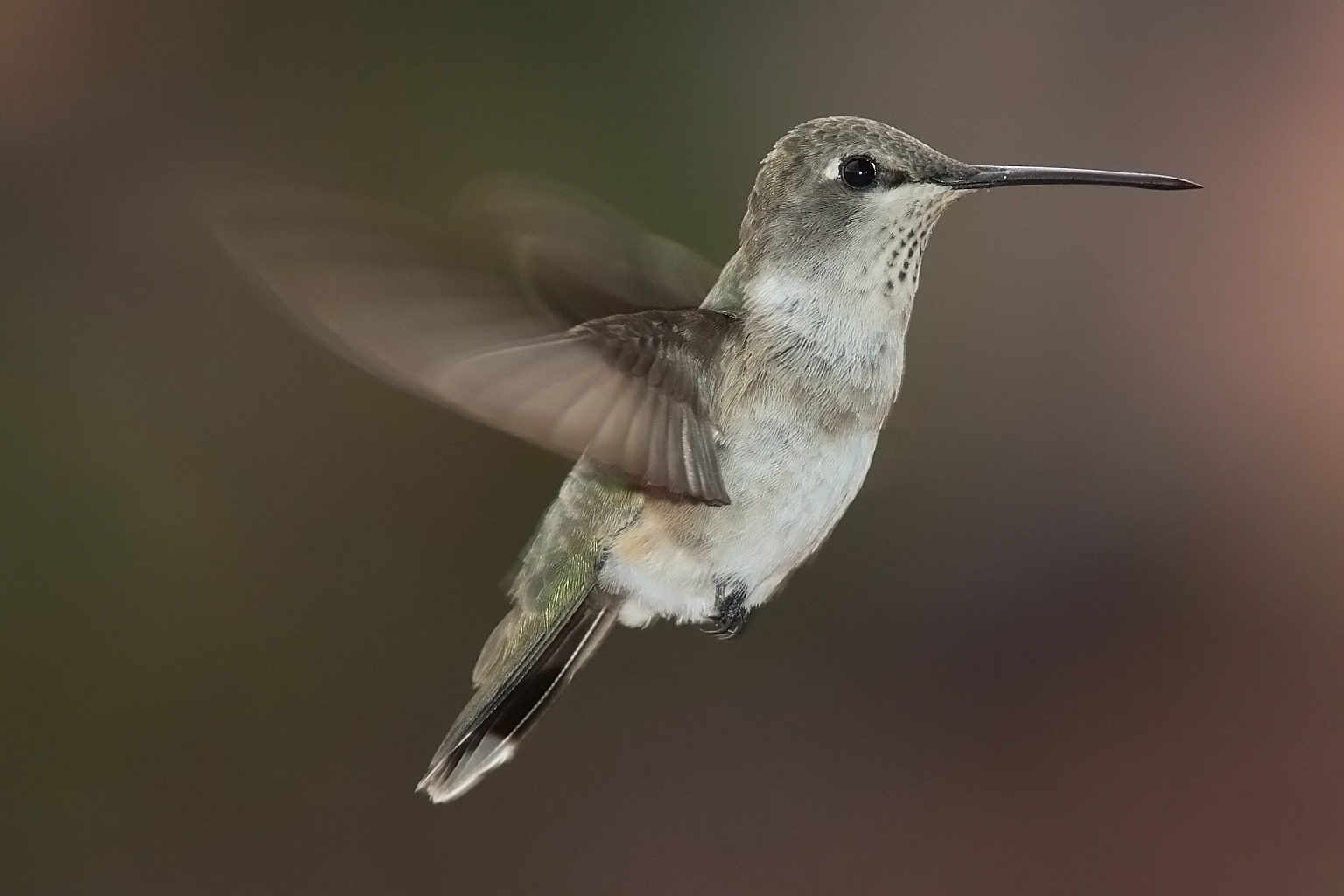
A ornitologia tem por objetivo promover o amor aos pássaros e aves e trabalhar pela sua proteção.

A observação de aves é o passeio de ecoturismo que tem como objetivo a observação das aves em seu habitat natural, sem interferir no seu comportamento ou no seu ambiente.
Tal roteiro constitui uma forma legítima de exploração ecoturística das áreas naturais, visto ser uma prática de baixo impacto. O público que procura este tipo de atividade é um público específico que possui alto grau de consciência ambiental, estando atento e adotando seriamente as práticas de mínimo impacto em ambientes naturais. Lugares que possuem vocação natural para a exploração dessa atividade são áreas naturais em bom estado de conservação, com boa infraestrutura receptiva e que já possuam catalogadas as espécies de aves que ocorrem na área. Em geral, os roteiro de observação de aves são desenvolvidos primordialmente em trilhas e horários distintos dos utilizados no programa turístico normal, e são acompanhados de guia especializado.
No Sudeste do Brasil, próximo ao Rio de Janeiro, na reserva florestal de Macaé de Cima, podem ser vistas espécies de pássaros quase extintas no resto do Brasil, pois esta reserva representa 70% de mata verde existente no sudeste, atrás em importância apenas da floresta amazônica.
Também nos Sudeste, entre Rio e São Paulo, encontra-se outra região apropriada para esta atividade. Devido a extensão e preservação do local, a Serra da Bocaina possui uma lista muito grande de espécie de aves, dos mais variados tamanhos, formas, cores e cantos. Exemplo: Murucututu-de-barriga-amarela, Andorinhão-do-temporal, maria preta de bico azulado, entre outros.
Outro local de grande interesse para a prática desta atividade é em Petrópolis-RJ.  Sua lista já conta com mais de 190 espécies distintas de aves, com destaque para a Choca da Taquara Biatas nigropectus e o Azulão Cyanocompsa brissonii.

### Cicloturismo

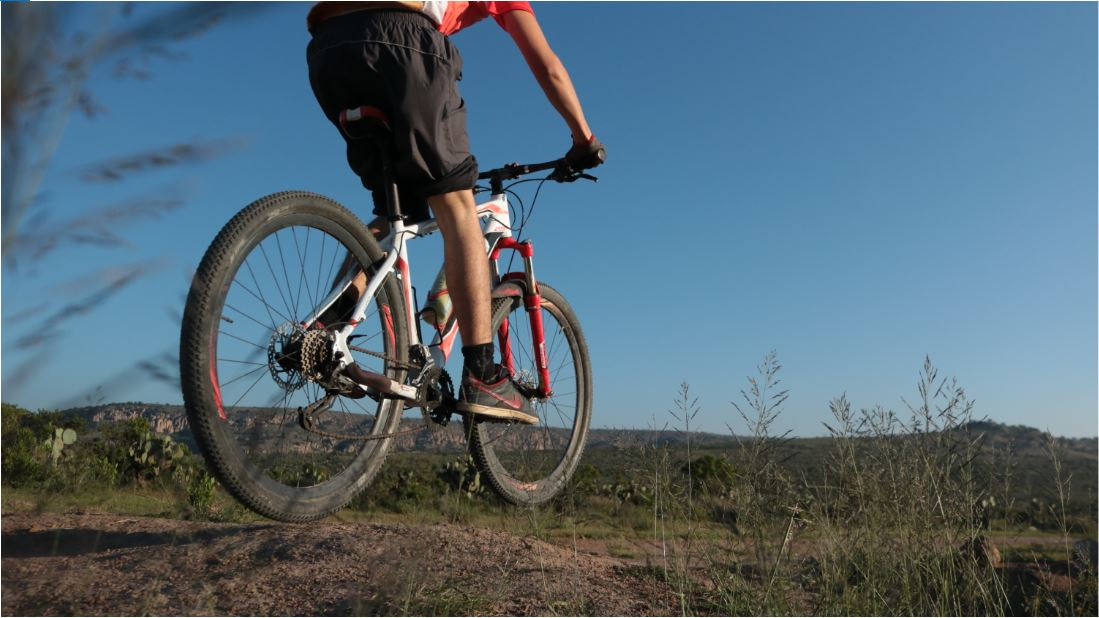
No mundo todo trilhas ecológicas são montadas especialmente para bicicletas.

Cicloturismo é uma modalidade turística onde o principal meio de transporte é a bicicleta em uma trilha passando por área de proteção ambiental. O cicloturista, turista que pratica cicloturismo, pode pernoitar fora de seu local de convívio habitual. Não se trata de uma atividade competitiva e é um bom exercício.

### Observação de fauna e flora
Observação de animais e plantas em seu habitat natural, frequentemente com um roteiro ou para pesquisa científica.

### Espeleologia
Espeleologia é a ciência que estuda as cavidades naturais e outros fenômenos cársticos, nas vertentes da sua formação, constituição, características físicas, formas de vida, e sua evolução ao longo do tempo

### Estudos do meio ambiente

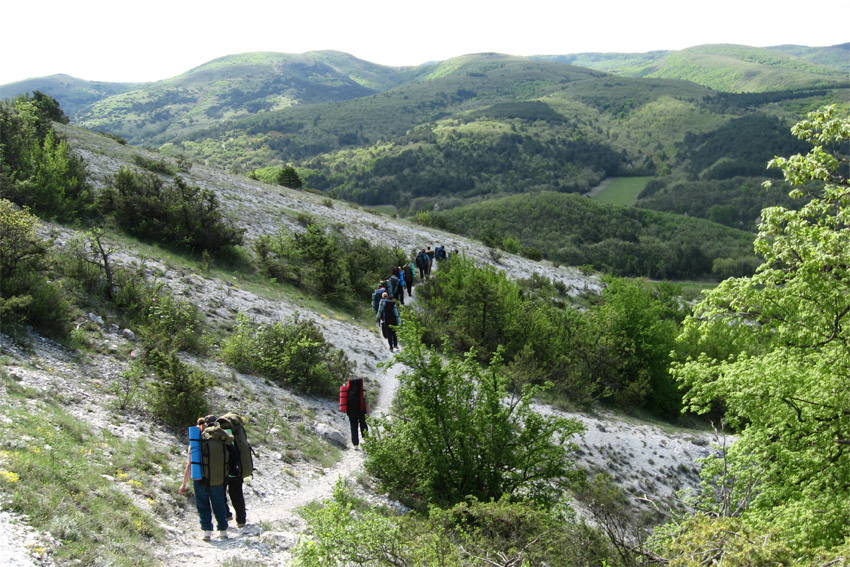
Trekking, em países de origem inglesa também é conhecido como backpacking (em referência às grandes mochilas).

Estudar a área em que está percorrendo, sobre as pedras, as vegetações, as águas, etc.
Juntamente com o guia e o organizador ecológico descobrem a área para uma pesquisa ecológica, que será guardada numa reserva para que logo que fizerem as últimas pesquisas verem a evolução da descoberta da área percorrida.

### Trekking
Trekking é a atividade de trilhas ou caminhadas, de mais de um dia de duração, por áreas naturais com relevante beleza cênica.
A incursões, geralmente por áreas montanhosas, por menos de um dia, dá-se o nome de hiking.

### Parapente

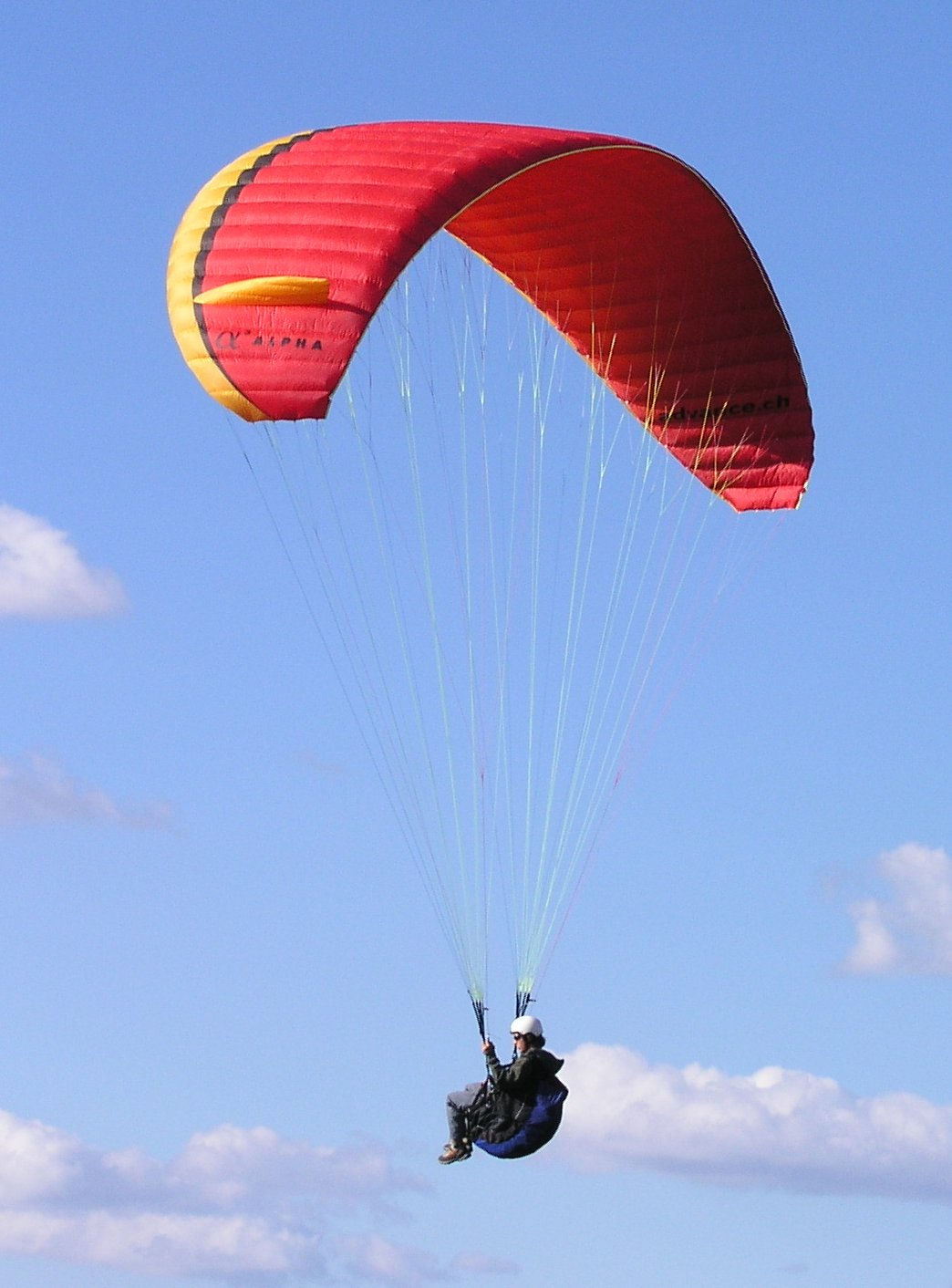
Exemplo de parapente alpha 3.

O parapente (paraglider em inglês) é um aeroplano (aeronave mais pesada do que o ar), em cuja asa (inflável e semelhante a um paraquedas, que não apresenta estrutura rígida) são suspensos por linhas o piloto e possíveis passageiros.

### Asa-delta
A Asa-delta é um tipo de aeronave composta por tubos de alumínio, que proporcionam a sua rigidez estrutural, e uma vela feita de tecidos, que funciona como superfície que sofre forças aerodinâmicas, proporcionando a sustentação da aeronave no ar.

### Balonismo

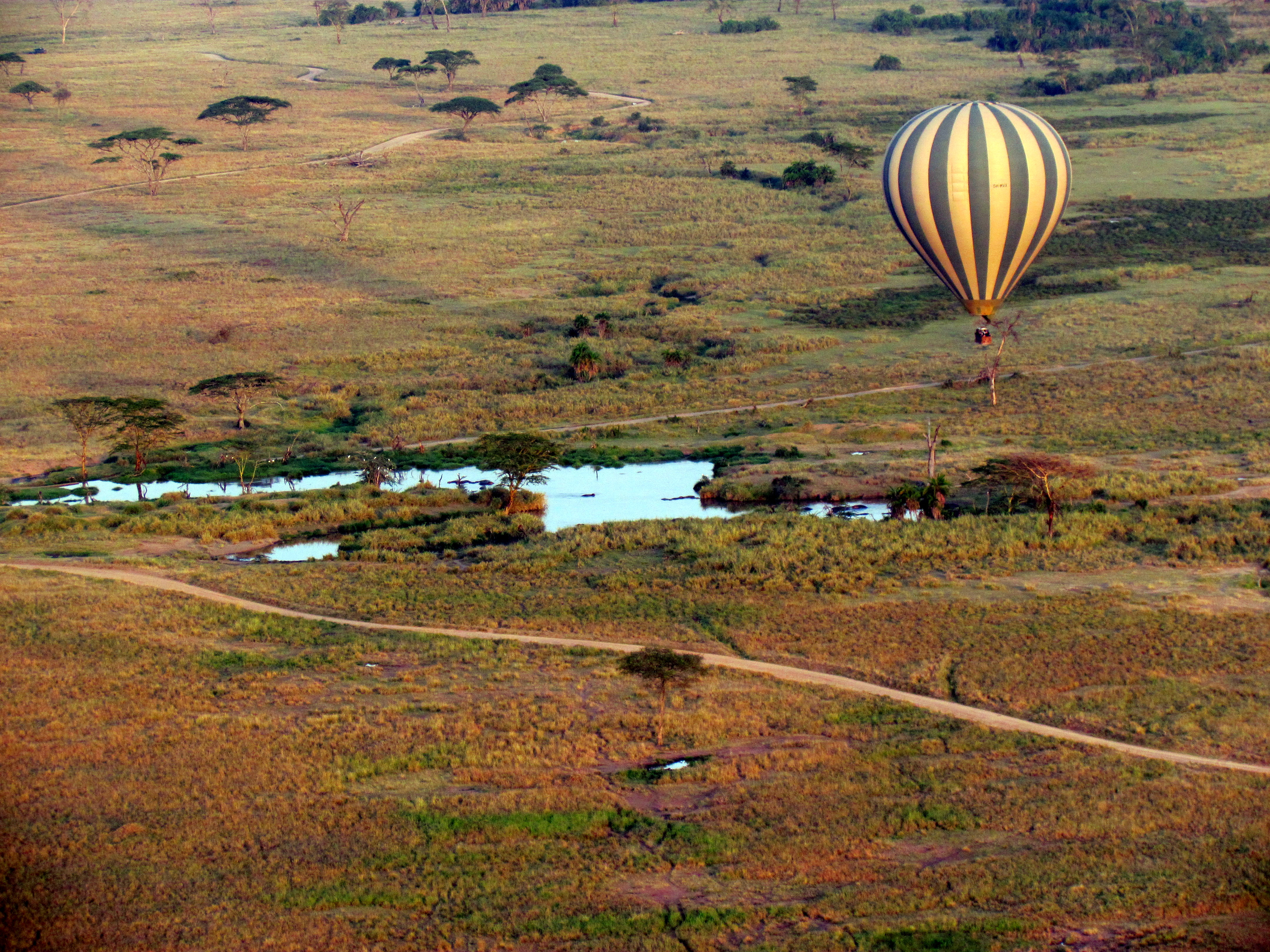
Balonismo pelo Serengeti.

O balonismo é um esporte aeronáutico praticado com um balão de ar quente. Possui adeptos em todo o mundo.

### Canyoning
Descida de penhascos e/ou cachoeiras, com auxílio de equipamento especial (rappel)

### Rafting

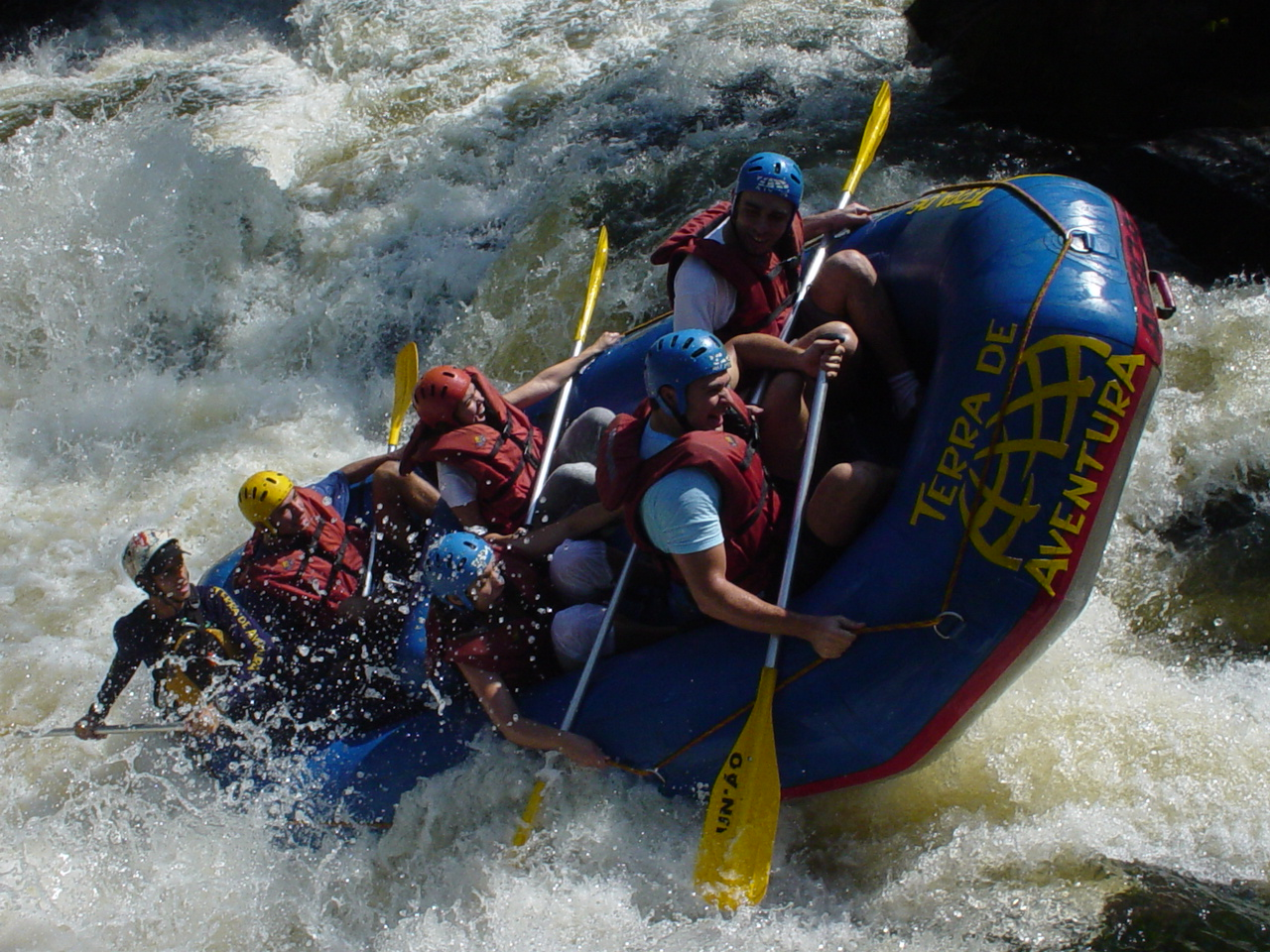
Rafting no Rio Jacaré em Brotas, São Paulo, Brasil.

O rafting é uma atividade praticada em botes com capacidade de 5 a 7 pessoas no máximo, sempre conduzido por um guia profissional e canoístas para garantir a total segurança dos praticantes. Em alguns lugares do Sudeste do Brasil, como os vilarejos de Lumiar e São Pedro,Três Rios e Levy Gasparian se pratica este esporte, pela abundância de rios, cachoeiras, aliado ao clima fresco já que as vilas se situam nas montanhas, e à beleza da floresta da reserva de Macaé de Cima, próximo a Nova Friburgo e e a apenas duas horas da cidade do Rio de Janeiro.

### Turismo geológico
Turismo geológico é o turismo que tem por fim visitar locais de elevado valor geológico, como vulcões e geoparques.
Este segmento do Ecoturismo hoje já ganha uma designação própria, o geoturismo, que já pode ser visto em alguns trabalhos nacionais e sobretudo internacionais, como por exemplo o roteiro de turismo mineral da região sul do Brasil, que esta ligado aos conceitos de geoturismo.